# Assyriska Fotbollförening
O Assyriska Fotbollförening é um clube sueco com sede na cidade de Södertälje. O clube foi fundado em 1974, e é conhecido na Síria como a Seleção Assíria de Futebol,  como se fosse a equipe que representa a antiga civilização assíria.
O seu atual presidente é Nail Yoken.
Este clube na época de 2005 foi despromovida para a 2º divisão, tendo terminada a liga sueca em último lugar.

## Números Retirados
18 – Eddie Moussa, atacante (2001–2010)